# Izvorul din satul Copceac
Izvorul din satul Copceac este un monument al naturii de tip hidrologic în UTA Găgăuzia, Republica Moldova. Este amplasat în vâlceaua de la marginea satului Copceac. Ocupă o suprafață de 1,5 ha. În 1998, obiectul era administrat de Întreprinderea Agricolă „Pobeda”, dar între timp a trecut în gestiunea primăriei satului Copceac.

## Descriere

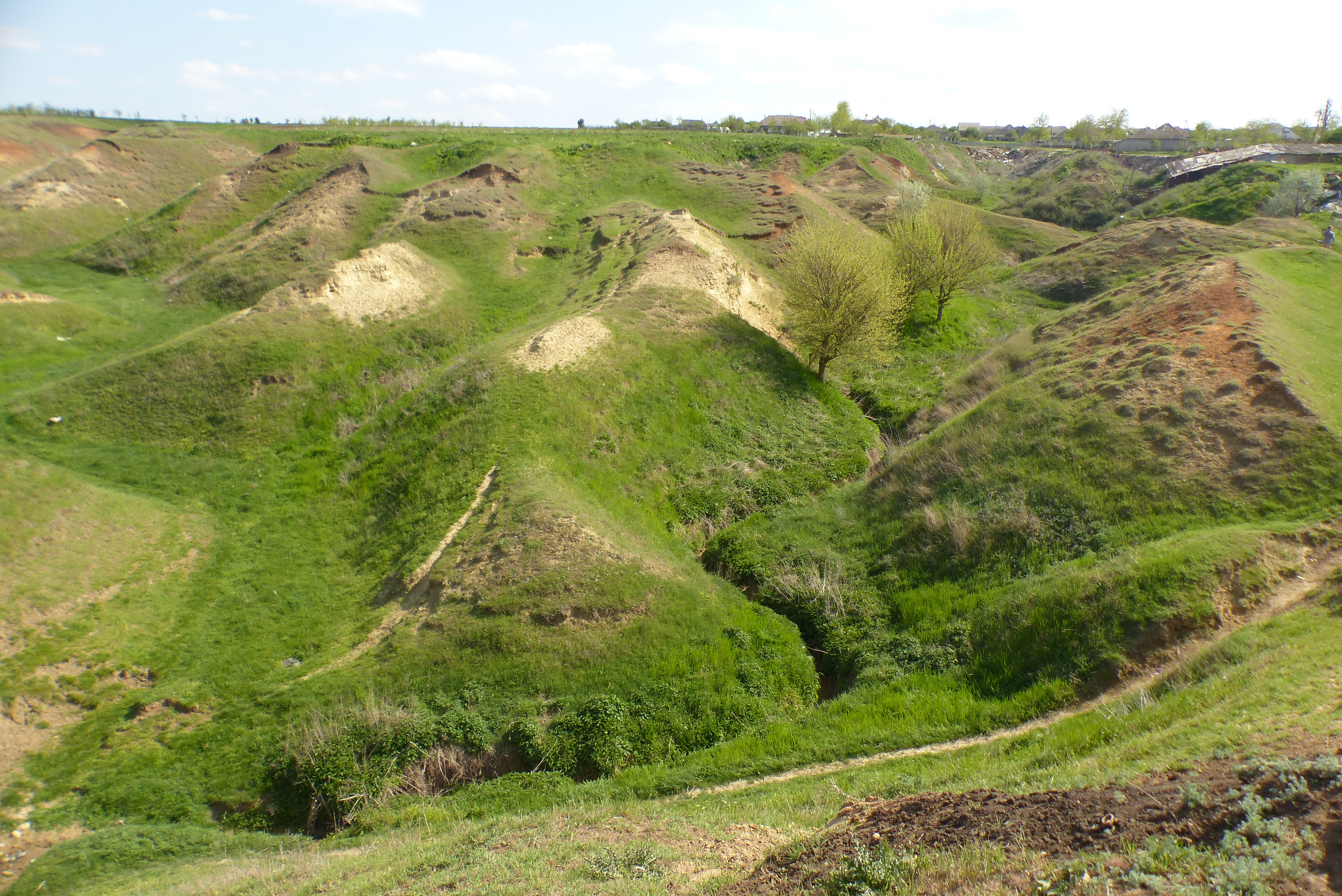
Vâlceaua din apropiere

Izvorul este situat pe un teren îngrădit, unde funcționează o stație de pompare cu fântâni de acumulare a apei. O țeavă amplasată în aval de stație evacuează apa într-un uluc, apoi în vâlceaua din apropiere.
Clasificarea geologică a izvorului este „izvor descendent de terasă”. Apa este rece, gradul de mineralizare oligomineral. După compoziția chimică, apa izvorului este hidrocarbonat-sulfat-clorurată-sodiu-calciu-magnezică (HCO3 – SO4 – Cl; Na – Ca – Mg).
Debitul izvorului este de 24 l/minut, stația de pompare direcționând 10 m³/oră consumatorilor. Apa nu are miros, este limpede, neutră (pH 7,3), dar este poluată cu nitrați (82 mg/l sau 1,6 CMA).

## Statut de protecție
Deoarece este poluată cu nitrați, apa poate fi utilizată ca apă potabilă doar după înlăturarea sursei de poluare. Utilizarea în irigare este la fel nerecomandată, apa prezentând un pericol de salinizare a solului, în special cu cationi de Na+.
La circa 50 m în amonte, în teren deschis se află ruinele unei ferme de porci, separate de izvor printr-un șanț adânc și un gard de beton. Pășunatul și adăpatul animalelor sunt frecvente. La circa 150 m nord-vest de izvor sunt depozitate deșeuri menajere.
Pentru ameliorarea situației ecologice, se recomandă amenajarea unui drum de acces pentru timp nefavorabil, lichidarea gunoiștii, înverzirea terenului adiacent, amenajarea locurilor de scurgere a apei, cât și instalarea unui panou informativ.